# Jürgen Hubbert
Jürgen Hubbert (* 24. Juli 1939 in Hagen; † 12. Januar 2021 in Sindelfingen) war ein deutscher Maschinenbau-Ingenieur und Manager. Er war ab dem 16. Dezember 1998 bis zum 6. April 2005 Mitglied des Vorstands der damaligen DaimlerChrysler AG und in dieser Funktion verantwortlich für die Mercedes Car Group (MCG).

## Leben
Nach dem Abitur studierte er an der Universität Stuttgart und schloss 1965 als Diplom-Ingenieur ab. Im gleichen Jahr trat er in die damalige Daimler-Benz AG ein, wo er im Bereich Verfahrensentwicklung des Werkes Sindelfingen bis 1973 in verschiedenen technisch-planerischen Funktionen tätig war. Anfang der 90er nimmt er einen Lehrauftrag an der Fakultät für Maschinenbau der Universität Karlsruhe neben seiner Tätigkeit bei Mercedes-Benz an.

### Daimler-Benz
Jürgen Hubbert leitete ab 1990 das Pkw-Geschäft von Daimler-Benz und wurde Mister Mercedes genannt. In diese Zeit fällt eine Ausweitung der angebotenen Modelle, unter anderem die Kompaktwagen A-Klasse und smart, das erste SUV mit Stern M-Klasse und der CLK.
Er hatte maßgeblich Anteil am Wiedereinstieg von Mercedes in die Formel 1 Anfang der 90er Jahre. Seit 2002 war Hubbert Präsident der Grand Prix World Championship, die in Konkurrenz zur Formel 1 ab 2008 eine eigene Grand-Prix-Serie etablieren wollte.

#### Positionen bei Daimler-Benz
- 1973: Leitung der Arbeitsvorbereitung Werk Sindelfingen; zugleich Planung des Werkaufbaus in Bremen
- 1984: Leitung des Fachbereichs Produktionsvorbereitung Werk Sindelfingen
- 1985: Leitung Direktion Konzernplanung: Koordination strategische und mittelfristige Planung des Konzerns sowie Leitung der Produktkommissionen Personenwagen und Nutzfahrzeuge
- 1987: Stellvertretendes Vorstandsmitglied, Geschäftsbereich Personenwagen, Daimler-Benz AG
- 1989: Vorstandsmitglied, Geschäftsbereich Personenwagen, Mercedes-Benz AG
- 1997: Vorstandsmitglied, Geschäftsfeld Personenwagen, Daimler-Benz AG
- 2004: Eintritt in den Ruhestand (Nachfolger: Eckhard Cordes)

### Kulturelles und soziales Engagement
Jürgen Hubbert war Gründungsvorsitzender der Bürgerstiftung Sindelfingen. Außerdem hat er seine Stofftiersammlung, bestehend aus 2500 Steiff-Stofftieren, der Stadt Sindelfingen vermacht. Da bis 2020 kein Platz im Stadtmuseum dafür geschaffen werden konnte, wurden die Exponate wieder an Jürgen Hubbert zurückgegeben.
Er war Vorsitzender des Vorstands des Fördervereins der Staatsgalerie Stuttgart und Vorsitzender des Kuratoriums der Stiftung zur Förderung der Semperoper. Er war Kuratoriumsmitglied des Forum Tiberius. Bei der Stiftung Deutsche Sporthilfe hatte er den Vorsitz des Stiftungsrats inne.

### Sonstiges
- Er war Mitglied des Aufsichtsrats der Industriewerke Karlsruhe-Augsburg AG (IWKA).
- Er war Mitglied des Konzernbeirats der Deutschen Bahn.

## Auszeichnungen
Im Jahr 2000 erhält Jürgen Hubbert das Große Silberne Ehrenzeichen mit dem Stern für Verdienste um die Republik Österreich. Ihm wurde am 14. Dezember 2004 der Verdienstorden der Bundesrepublik Deutschland (Verdienstkreuz 1. Klasse) verliehen. 2015 verlieh ihm das Karlsruher Institut für Technologie die akademische Ehrenbürgerwürde.